# Russula scotica
Russula scotica är en svampart som beskrevs av A. Pearson 1939. Russula scotica ingår i släktet kremlor och familjen kremlor och riskor.   Inga underarter finns listade i Catalogue of Life.